# 和歌山市議会
和歌山市議会（わかやましぎかい）は、和歌山県の県庁所在地である和歌山市の議会。

## 概要
- 定数：38人
- 任期：4年
- 選挙区：市全体を1選挙区とする大選挙区制（単記非移譲式）
- 議長：芝本和己（創和クラブ）
- 副議長：西風章世（公明党議員団）

## 施設
市議会は和歌山市役所の議会棟にある。

## 会派
| 会派名                     | 議員数 | 所属党派                      | 女性議員数 | 女性議員の比率(%) |
| -------------------------- | ------ | ----------------------------- | ---------- | ----------------- |
| 創和クラブ                 | 13     | 自由民主党6・参政党1・無所属7 | 2          | 15.3              |
| 公明党議員団               | 8      | 公明党                        | 3          | 37.5              |
| 民主クラブ                 | 5      | 立憲民主党2・無所属3          | 1          | 20                |
| 和歌山興志クラブ           | 4      | 国民民主党1・無所属3          | 0          | 0                 |
| 日本共産党和歌山市会議員団 | 3      | 日本共産党                    | 3          | 100               |
| 日本維新の会               | 2      | 日本維新の会                  | 1          | 50                |
| 無所属                     | 1      | 無所属                        | 0          | 0                 |
| 欠員                       | 2      |                               |            |                   |
| 計                         | 38     |                               | 10         | 26.31             |

（2025年6月12日現在）

## 議員報酬等
| 役職   | 議員報酬        | 政務活動費  |
| ------ | --------------- | ----------- |
| 議長   | 月額 79万0000円 | 月額 10万円 |
| 副議長 | 月額 72万0000円 | 月額 10万円 |
| 議員   | 月額 66万0000円 | 月額 10万円 |

- 別途、年2回期末手当あり
- 政務活動費の残金は市に返還する義務がある
- 議員年金は2011年（平成23年）6月1日で廃止されている

## 出身者

### 国会議員(現職)
- 林佑美
- 山本大地

### 国会議員(元職)
- 貴志八郎
- 今村長太郎
- 大堀孝
- 坂井弘一
- 阪本弥一郎
- 中谷鉄也
- 西田郁平
- 森懋

### 前職・元職
- 尾崎吉弘
- 関佳哉
- 旅田卓宗
- 高垣善一
- 宇治田省三